# Patricia Rodas
Patricia Isabel Rodas Baca (Comayagüela, 22 de junio de 1960) es una historiadora y política hondureña de izquierda, canciller de la República de Honduras hasta que fue secuestrada y depuesta del cargo durante el Golpe de Estado en Honduras de 2009 que apartó al presidente constitucional Manuel Zelaya del poder.

## Biografía
Patricia Rodas nació en Comayagüela, M.D.C. departamento de Francisco Morazán, el 22 de junio de 1960, siendo hija del líder liberal doctor Modesto Rodas Alvarado y de Margarita Baca Saravia.
Realizó sus estudios primarios en la Escuela Miguel Obregón de Alajuela, Costa Rica, en donde sus progenitores estaban exiliados a raíz del golpe militar del 3 de octubre de 1963. Su enseñanza secundaria la realizó en el Instituto Sagrado Corazón y en el Instituto Tegucigalpa donde se graduó de Bachiller en Ciencias y Letras.
Recibió su título de licenciada en Historia, con excelencia académica en la Universidad Nacional Autónoma de Honduras (UNAH). Se especializó en la Universidad Internacional de Andalucía en la Rabida, España, en donde leyó una tesis con el nombre de: "1921: el fracaso de la Federación Centroamericana, del Estado Cafetero al Negocio del Canal Interoceánico", bajo la dirección de los profesores Jorge Celman y Juan Marchena Fernández, obteniendo el grado de maestría, cum laude. En 1997, su investigación "El Enclave Minero y su Relación con el Municipio de San Juan de Flores" fue merecedora de una mención especial en el Premio de Estudios Históricos Rey Juan Carlos I de la  Embajada de España en Tegucigalpa.
Radicada en Sevilla, en la Universidad Pablo Olavide, presentó el trabajo de investigación "Movimiento de Resistencia Jurisdiccional en la Construcción de Frontera en la Región Centro-Sur de Honduras (1830-1840)", para poder aspirar al grado de Doctora en Historia, con la calificación de sobresaliente.
Fue convencional suplente liberal por Sabanagrande en 1978 y fue dirigente del Movimiento Esperanza Liberal (MEL) que impulsó la candidatura presidencial de Manuel Zelaya. Se desempeñó como presidenta del Consejo Central Ejecutivo del Partido Liberal, de donde pasó a ser la primera ministra de Relaciones Exteriores.
Contrajo matrimonio con Rodolfo Gutiérrez Gonzales, es madre de Braulio Antonio Gutiérrez Rodas y es la hermana menor de Mabel, Modesto José, Lempira Rafael, Ana Joaquina de la Cruz y Victoria Margarita Rodas Baca.

## Trayectoria política
Rodas comenzó temprano a involucrarse en cuestiones políticas. En los años 1960 y 1970 formó parte de los movimientos estudiantiles en la Universidad Autónoma de Honduras. Hija de Modesto Rodas Alvarado, había adquirido de su padre la preocupación por la defensa de los pobres y del desarrollo del país.
Hasta la convención del Partido Liberal (PL), celebrada en abril de 2009, fue la presidenta del Consejo Central de la organización. Desde hacía mucho tiempo su figura había derivado en uno de los blancos predilectos de los adversarios de la corriente reformista encabezada por Zelaya dentro de ese partido. Sus detractores, agrupados alrededor de Roberto Micheletti, la acusaron indistintamente de "advenediza en política". Fue en esa convención cuando Micheletti reemplazó a Patricia Rodas al frente del Consejo Central del partido.
Los sectores más a la derecha del Partido Liberal, habían reclamado a Rodas en varias ocasiones definir su afinidad con la izquierda de Nicaragua, donde había vivido mucho tiempo y guardaba nexos familiares. Cuando Zelaya anunció el 6 de enero de 2009 su designación como Ministra de Relaciones Exteriores de Honduras, los diarios más influyentes la criticaron fervientemente insistiendo en su postura antiestadounidense.[cita requerida] También criticaron el respeto manifestado por la doctora hacia líderes socialistas como el venezolano Hugo Chávez, el nicaragüense Daniel Ortega y el cubano Fidel Castro. Sin embargo, Rodas nunca ocultó sus ideas políticas de transformaciones a favor de las mayorías.[cita requerida]
Patricia Rodas defendió durante el mandato de Manuel Zelaya la convocatoria de una Asamblea Constituyente para que el pueblo hondureño pudiese votar una nueva constitución, algo que siguió defendiendo después desde el exilio. Como canciller también defendió la integración de Honduras en el ALBA.
El 28 de junio de 2009, Roberto Micheletti lleva a cabo un Golpe de Estado que terminó con la sustitución del presidente constitucional Manuel Zelaya y el nombramiento de Roberto Micheletti como mandatario interino en Honduras. Durante su transcurso, los militares secuestraron a Rodas y, tras varios días en paradero desconocido, se conoció que había sido trasladada a México desde donde denunció el trato recibido.
El nuevo gobierno de facto acusó a Patricia Rodas de varios de delitos, como la usurpación de funciones en cuanto a la designación de embajadores en otros países. Sin embargo, Patricia Rodas respondió a todas las acusaciones en varios artículos desde el exilio.
En la actualidad, Rodas sigue denunciando la situación actual de Honduras, que a su juicio se encuentra en la parte más oscura de su historia. Sin embargo, la excanciller hondureña asegura que la Resistencia en su país está construyendo una fuerza política para tomar el poder. Dicho movimiento es el movimiento Frente Nacional de Resistencia Popular (FNRP) y que es la piedra angular del Partido Político Libertad y Refundación que en acto público, celebrado el 1 de julio de 2012 en el departamento de Santa Bárbara, oficializa la candidatura presidencial de la Licenciada Xiomara Castro de Zelaya, esposa del expresidente señor José Manuel Zelaya Rosales.
Actualmente funge como Sub-Coordinadora del Partido Libertad y Refundación y nuevamente es aspirante a la sub-coordinación en las elecciones internas de dicha institución política.